# 조시라쿠
조시라쿠(じょしらく)는 구메타 고지가 쓰고 야스가 그린 일본 개그 만화 작품이다. 별책 소년 매거진(別冊少年マガジン)(고단샤) 2009년 10월호(창간호)부터 연재하고 있다.